# باشگاه فوتبال استاد لاوالوا
باشگاه فوتبال استاد لاوالوا (انگلیسی: Stade Lavallois) یا استاد لاوالوا ماین (تلفظ فرانسوی: [stɑd lavalwa majɛn])، یا به خلاصه لاوال، یک باشگاه فوتبال فرانسوی مستقر در لاوال در غرب فرانسه است. این باشگاه در ۱۷ ژوئیه ۱۹۰۲ تشکیل شد و در حال حاضر در لیگ ۲، سطح دوم فوتبال فرانسه بازی می‌کند. لاوال مسابقات خانگی خود را در استادیوم فرانسیس لو باسر واقع در شهر لاوال انجام می‌دهد.